# Bryum dixonii
Bryum dixonii är en bladmossart som beskrevs av Jules Cardot 1901. Bryum dixonii ingår i släktet bryummossor, och familjen Bryaceae. Inga underarter finns listade i Catalogue of Life.